# جوزيبي ماريو بيلانكا
جوزيبي ماريو بيلانكا (بالإيطالية: Giuseppe Mario Bellanca)‏ (19 مارس 1886 - 26 ديسمبر 1960) الأمريكي من أصل أيصالي، هو مصمم طائرات وباني ومخترع أول طائرة أحادية السطح ذات مقصورة مغلقة في الولايات المتحدة الأمريكية وذلك في عام 1922. وهذه الطائرة معروضة الآن في متحف الطيران والفضاء الوطني في مركز مركز ستيفن إف أودفار هازي.